# La Loggia
La Loggia (piemontiul: La Lògia) település Olaszországban, Lombardia régióban, Torino megyében. Lakosainak száma 8785 fő (2023. január 1.). La Loggia Moncalieri, Vinovo és Carignano községekkel határos.

## Népesség
A település népességének változása:
| Lakosok száma | 8856 | 8841 | 8785 |
|               | 2017 | 2018 | 2023 |